# Матлути, Хамза
Хамза Матлути (фр. Hamza Mathlouthi, араб. حمزة المثلولي‎, род. 25 июля 1992, Зарзуна, Тунис) — тунисский футболист, защитник клуба «Замалек» и национальной сборной Туниса.

## Клубная карьера
Во взрослом футболе дебютировал в 2010 году выступлениями за команду клуба «Бизертен», в которой провел шесть сезонов, приняв участие в 110 матчах чемпионата. В 2016 году перешёл в клуб «Сфаксьен».

## Выступления за сборную
В 2014 году дебютировал в официальных матчах в составе национальной сборной Туниса. Сейчас провёл в форме главной команды страны 25 матчей.
В составе сборной был участником Кубка африканских наций 2015 года в Экваториальной Гвинее и Кубка африканских наций 2017 года в Габоне.